# Jean Le Couteur

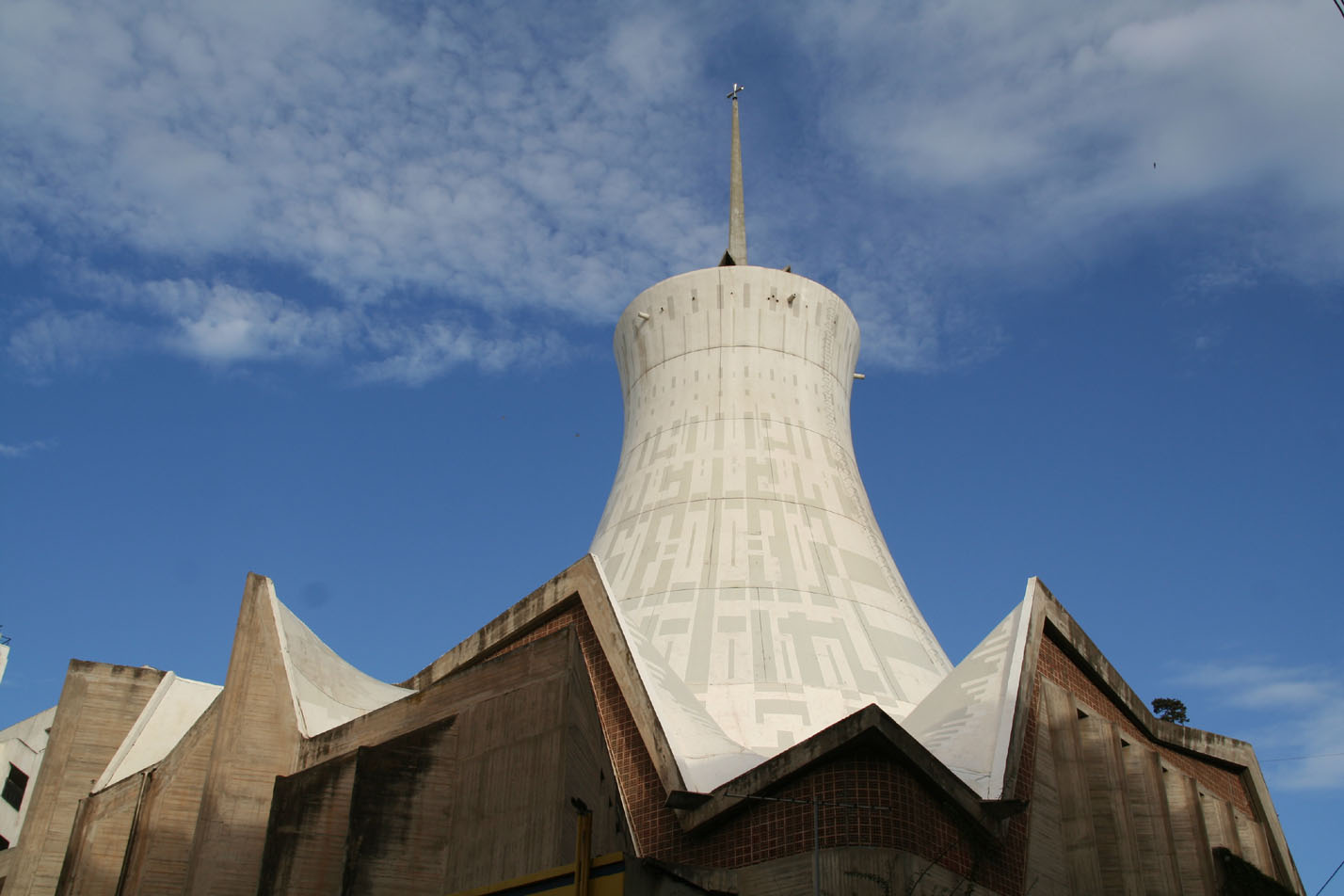
Cathédrale du Sacré-Cœur d'Alger réalisée avec Paul Herbé

Jean Le Couteur, né le 10 juin 1916 à Brest et mort le 30 mai 2010 à Paris 5e,,, est un architecte français.

## Biographie
Fils de médecin de marine, il est doué en dessin et décide donc de s'inscrire aux Beaux-Arts. Élève de Georges Lefort à l'école de Rennes, il intègre les Beaux-Arts de Paris en 1939 pour achever son diplôme dans l'atelier d'Auguste Perret. La guerre interrompt sa scolarité.
Mobilisé, il revient en zone occupée et réintègre l'atelier avant de rejoindre une communauté d'artistes issus de l'école, installée dans le village abandonné d'Oppède dans le Vaucluse.
Architecte depuis 1944 et actif jusque dans les années 1980, il a traversé la seconde partie du XXe siècle et est considéré à de nombreux égards comme une sorte d'archétype de l'architecte des Trente Glorieuses.
En association avec Paul Herbé, on lui doit notamment en 1953 l’hôpital de N'Djamena, en 1955 la cathédrale du Sacré-Cœur d'Alger et en 1957 « la résidence du parc du château » à Louveciennes (Yvelines). En 1962, il participe à l'aménagement du Languedoc-Roussillon comme urbaniste et architecte en chef de la station du Cap d'Agde.
En 1967, pour le compte du Ministère de l’intérieur et avec l’architecte-urbaniste Jean Le Berre, il réalise le Schéma directeur du Sud Finistère. Ce Schéma aboutit à l’élaboration du Plan Routier breton, à la construction de Port-la-Forêt.
Son travail a influencé de nombreux architectes dont Michel Colle, Gérard Khalifa, Denis Sloan ou Claude Turner.

## Vie privée
Marié en 1954, il a quatre enfants : Thierry Le Couteur, architecte, décédé le 12 décembre 2010, Ariane Le Couteur, productrice de films, et Patrick Le Couteur, chirurgien à Nantes, ainsi qu’une belle-fille, l’ainée, Isabelle de la Brunière, architecte d’intérieur.

## Principales réalisations
- Église Notre-Dame-de-France de Bizerte, 1948-1953
- Cathédrale du Sacré-Cœur d'Alger, 1955-1963
- Chapelle Notre-Dame, Ermont, Val-d'Oise, 1959-1963
- Chapelle Saint-Paul d'Ambourget à Aulnay-sous-Bois, 1963-1965
- Université de Tananarive, 1961-1972
- Maison de la culture, Reims, 1961-1969
- Université d'Amiens, 1969-1975 - Réalisation partielle
- Logements en seize immeubles plots, Louveciennes, 1957-1961
- Aménagement du Cap d'Agde, 1963-1989
- Groupe scolaire IV de la ZUP, Allonnes (Sarthe), 1969-1972
- Immeuble d'habitation de haut standing, 6-10 rue Guynemer, à Paris.